# Mediacorp
Mediacorp Pte. Ltd. – przedsiębiorstwo mediowe funkcjonujące w Singapurze oraz publiczny nadawca radiowo-telewizyjny (radio – zał. 1936; telewizja – zał. 1963).
Od 2001 r. funkcjonuje pod nazwą Mediacorp.